# Союз вільних галичан
Союз вільних галичан — таємна польська демократична організація, заснована восени 1836 у Львові польською студентською молоддю.
Метою організації було повалення австрійського абсолютизму шляхом збройного повстання, відновлення незалежності Польщі й проголошення її демократичною республікою, ліквідація станових привілеїв; найближчим завданням — пропаганда демократичних принципів і підготовка до повстання проти Габсбурзької монархії. Члени організації вели агітаційну діяльність також серед українських студентів Львова.
На початку 1838 Союз вільних галичан об'єднався з організацією Союз синів Вітчизни.